# Karl Münscher

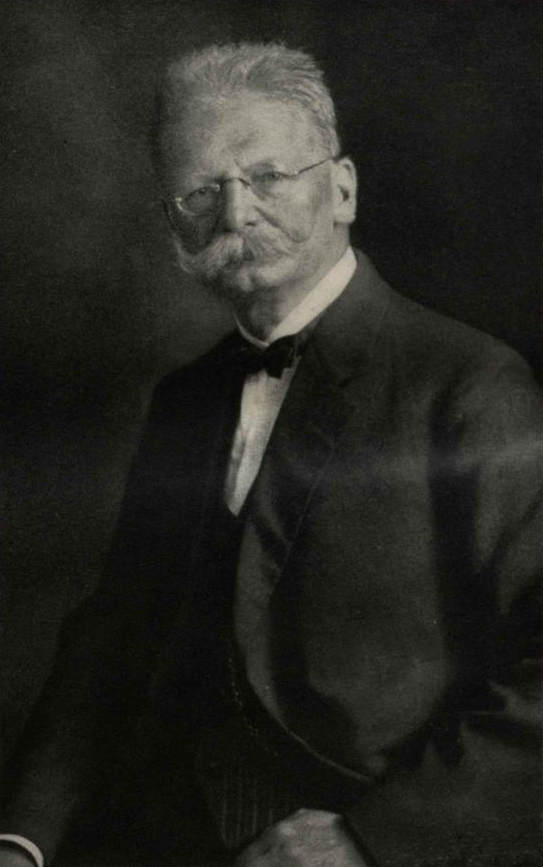
Karl Münscher

Karl Münscher (* 24. November 1871 in Torgau; † 28. Mai 1936) war ein deutscher Klassischer Philologe, der ab 1909 als Professor an der Westfälischen Wilhelms-Universität Münster wirkte. Er veröffentlichte bedeutende Studien zur griechischen Rhetorik und zur Metrik der griechischen Tragiker.

## Leben
Karl Münscher, der Sohn des Altphilologen und Gymnasialprorektors Friedrich Wilhelm Ferdinand Martin Münscher (1832–1897), entstammte einer alten kurhessischen Gelehrtenfamilie. Seine älteren Brüder waren der Amtsgerichtsrat Wilhelm Münscher (1866–1915) und der Chemiker Kurt Münscher (1866–nach 1937); Albrecht Dieterich war sein Vetter.
Karl Münscher wuchs in der Stadt Jauer in Schlesien auf, wohin sein Vater 1873 versetzt worden war. Dort besuchte er von 1878 bis 1891 die Elementarschule und das Gymnasium, das damals von Richard Volkmann geleitet wurde.
Ostern 1891 bezog Münscher die Universität Breslau, um Klassische Philologie zu studieren. Auf Anregung von Franz Skutsch wechselte er im Herbst 1892 an die Universität Göttingen. Dort hörte er auch germanistische, historische, archäologische und sprachwissenschaftliche Vorlesungen. Während des Studiums wurde er Mitglied des Philologischen Vereins Breslau und des Philologisch-Historischen Vereins Göttingen im Naumburger Kartellverband. Besondere Prägung erhielt er von den Philologen Hermann Sauppe, Ulrich von Wilamowitz-Moellendorff und Friedrich Leo, die ihn in das philologische Proseminar und danach in das Seminar aufnahmen, wo Münscher bald Senior wurde. Im April 1895 wurde Münscher bei Wilamowitz mit der Dissertation Quaestiones Isocrateae promoviert.
Nach dem Staatsexamen für das höhere Lehramt leistete Münscher ab Herbst 1896 den Militärdienst in Jauer ab (beim II. Bataillon des 19. Infanterie-Regiments Courbière). Von Herbst 1897 bis Herbst 1898 absolvierte er sein Seminarjahr am Friedrich-Gymnasium zu Breslau und unterrichtete anschließend als Hilfslehrer an verschiedenen schlesischen Gymnasien: Von Herbst 1898 bis Ostern 1899 am Friedrich-Gymnasium, ab Ostern 1899 am Katholischen Gymnasium zu Neiße, ab Herbst desselben Jahres am Städtischen Evangelischen Gymnasium in Waldenburg, ab Ostern 1900 am Königlichen Gymnasium zu Ratibor. Dort wurde er im April 1902 zum Oberlehrer ernannt.
Neben seiner Lehrtätigkeit blieb Münscher weiterhin wissenschaftlich tätig. Während seiner Zeit als Hilfslehrer führte er seine in Göttingen begonnenen Arbeiten fort und veröffentlichte drei Aufsätze über die Schriften des Redners Isokrates.
Aufgrund seiner fachlichen Leistungen und der Empfehlung seines Lehrers Friedrich Leo wurde Münscher im Mai 1902 als Wissenschaftlicher Mitarbeiter des Thesaurus Linguae Latinae in München angestellt. Zu diesem Zweck wurde er von seiner Lehrerstelle beurlaubt. In den drei Jahren seiner Tätigkeit am jungen Thesaurus verfasste Münscher eine Vielzahl von Artikeln, die in den ersten Bänden des Unternehmens erschienen. Zu seinen Kollegen zählten Georg Dittmann und Theodor Bögel, mit denen er in Göttingen studiert hatte.
Nach seiner Zeit am Thesaurus kehrte Münscher nach Ratibor zurück und heiratete dort sein Verlobte Erika Grau, die Tochter des Architekten Albert Grau in Breslau. Seine wissenschaftliche Arbeit über Isokrates führte er ununterbrochen fort.
Im Winter 1908 erhielt Münscher (auf Empfehlung seines Lehrers Wilamowitz) einen Ruf an die Westfälische Wilhelms-Universität Münster, wo er einen der drei Lehrstühle für Klassische Philologie bekleiden sollte. Münscher, der nicht habilitiert war, nahm diesen Ruf an und begann im Sommersemester 1909 als außerordentlicher Professor seine Tätigkeit in Münster, die er bis zu seinem Tod fortsetzte. Während des Ersten Weltkriegs diente Münscher von 1914 bis 1918 als Oberleutnant bei der Garnison in Münster, wurde jedoch wegen eines Reitunfalls nicht an die Front berufen. Ab 1915 konnte er seine Vorlesungstätigkeit an der Universität nach Dienstschluss fortsetzen.
In Münster breitete Münscher seine Forschungstätigkeit auf die gesamte griechische Literatur aus. Zu seinem Schwerpunkt der griechischen Rhetorik kam die Metrik der Tragiker hinzu, später auch die römische Dichtung der augusteischen und neronischen Zeit sowie die griechische Geschichtsschreibung. Zu Ostern 1918 wurde er zum ordentlichen Professor ernannt.
Münscher veröffentlichte zahlreiche Aufsätze und verfasste Artikel für Paulys Realencyclopädie der classischen Altertumswissenschaft. Von Alfred Körte übernahm er 1925 die Herausgabe des Jahresberichts über die Fortschritte der klassischen Altertumswissenschaft, den er bis zu seinem Tod inklusive der Beilagen redigierte (Bibliotheca philologica classica, Biographisches Jahrbuch für Altertumskunde).
Münscher starb am 28. Mai 1936 im Alter von 64 Jahren, kurz vor seiner Emeritierung. Sein letztes großes Vorhaben, eine Monografie über die griechische Rhetorik (mit der er das Werk von Friedrich Blass ersetzen wollte), konnte er nicht mehr fertigstellen.